# Hemsleya longicarpa
Hemsleya longicarpa är en gurkväxtart som beskrevs av W.J.Chang. Hemsleya longicarpa ingår i släktet Hemsleya och familjen gurkväxter. Inga underarter finns listade i Catalogue of Life.